# Neospora caninum
Espèce
Neospora caninum est une espèce de parasites unicellulaires de la famille Sarcocystidae (classe des coccidies ; alvéolés du groupe des Apicomplexa) provoquant la néosporose (une protozoose).

## Histoire
Ce parasite a d'abord été isolé chez un chiot par Bjerkas en 1984, puis scientifiquement décrit par Dubey en 1988, d'abord signalé comme parasite responsable d'avortements et de syndrome parétique chez le chien. On l'a ensuite identifié chez les bovins (avec certitude en 1996) et chez d'autres animaux. 

## Cycle
Neospora caninum a un cycle dixène. Il s'agit d'un parasite intracellulaire.
Ses hôtes définitifs sont le chien et le coyote. Ils sont infestés par l'ingestion de kystes à bradyzoïtes. Le parasite effectue sa reproduction sexuée chez ces espèces pour donner des oocystes, excrétés dans les matières fécales. Une fois dans l'environnement extérieur, les oocystes sporulent et deviennent infectants.
Les hôtes intermédiaires sont les chiens, les bovins, les chèvres, les moutons et les chevaux. Contaminés par ingestion orale d'oocystes ou par voie transplacentaire, ils hébergent la multiplication asexuée des tachyzoïtes et des bradyzoïtes. Contenus dans des kystes et effectuant une réplication lente, les bradyoïtes ont un tropisme pour le système nerveux et les yeux, tandis que les tachyzoïtes provoquent rapidement des lésions multifocales dans divers tissus, expliquant les atteintes neuromusculaires des animaux atteints,.

## Systématique
Le nom valide complet (avec auteur) de ce taxon est Neospora caninum Dubey (d) et al., 1988.

### Publication originale
- (en) J.P. Dubey, J.L. Carpenter, C.A. Speer, M.J. Topper et A. Uggla, « Newly recognized fatal protozoan disease of dogs », Journal of the American Veterinary Medical Association, États-Unis, vol. 192, no 9,‎ 1er mai 1988, p. 1269-1285 (ISSN 0003-1488, e-ISSN 1943-569X).